# Данзанов, Бадма Цыренович
Бадма Цыренович Данзанов (15 мая 1923, Цаган-Морин, Бурятия — 20 мая 1992, Улан-Цацык, Читинская область) — Герой Социалистического Труда.

## Биография
Родился в 1923 году в улусе Цаган-Морин Закаменского района Бурят-Монгольской АССР. Член КПСС.
Красноармеец на продовольственных складах 71-го разъезда Могойтуйского района, участник советско-японской войны. С 1946 года — на хозяйственной, общественной и политической работе. В 1946—1983 гг. — чабан в селе Унда Балейского района, чабан, старший чабан колхоза имени Ильича Оловяннинского района Читинской области.
Указом Президиума Верховного Совета СССР от 12 марта 1982 года присвоено звание Героя Социалистического Труда с вручением ордена Ленина и золотой медали «Серп и Молот».
Умер в селе Улан-Цацык в 1992 году.